# Bore (woreda)
Pour les articles homonymes, voir Bore (homonymie).
Bore est un woreda de la zone Guji de la région Oromia, en Éthiopie. Il a 210 179 habitants en 2007, avant le détachement de  sa partie sud qui forme par la suite le woreda Ana Sora.

## Situation
Situé dans le nord-ouest de la zone Guji, Bore est limitrophe de la région Sidama et de la zone Gedeo de la région des nations, nationalités et peuples du Sud.
Son centre administratif, qui s'appelle également Bore, en anglais : Bore Town, est desservi par la route Yirgalem-Negele, environ 200 km au nord-ouest de Negele.
Bore est bordé au sud-ouest par Dima dont le centre administratif est Afele Kola, et au sud-est par Ana Sora dont le centre administratif est Yerba Muda.

## Population
D'après le recensement national réalisé par l'Agence centrale de la statistique d'Éthiopie en 2007 sur l'ancien périmètre du woreda Bore, périmètre qui englobe à l'époque Yerba Muda et l'actuel woreda Ana Sora, le woreda compte 210 179 habitants et 5 % de sa population est urbaine.
La majorité (64 %) des habitants y sont protestants, 8 % sont de religions traditionnelles africaines, 5 % sont orthodoxes et 1 % sont musulmans.
Toujours en 2007, la population urbaine comprend 8 754 habitants au centre administratif, Bore Town, et 1 504 habitants à Yerba Muda.
Avec une superficie de 1 297 km2[réf. souhaitée], la densité de population est de 162 personnes par km2 en 2007 sur l'ancien périmètre du woreda Bore.